# Die Abenteuer des Sherlock Holmes (Film)
Die Abenteuer des Sherlock Holmes (Originaltitel: The Adventures of Sherlock Holmes) ist ein US-amerikanischer Mysteryfilm aus dem Jahr 1939. Er basiert nicht auf den Erzählungen von Sir Arthur Conan Doyle, sondern auf einem Theaterspiel von William Gillette mit Doyles Figuren. Sherlock Holmes und Dr. Watson wurden mit Basil Rathbone und Nigel Bruce besetzt, die diese Rollen bereits in einer Verfilmung von Der Hund von Baskerville spielten. Der Film wurde von 20th Century Fox produziert und hatte am 1. September 1939 Premiere, die deutsche Fassung entstand jedoch erst 1996.
Die bekannte Holmes-Phrase „Elementar, mein lieber Watson“ (Elementary, my dear Watson) entstammte hauptsächlich aus diesem Film, in den Geschichten von Doyle wird sie nie verwendet.

## Handlung
Meisterdetektiv Sherlock Holmes und dessen Freund und Partner Dr. John H. Watson empfangen in ihrer Wohnung, Baker Street 221 b, die junge Ann Brandon. Ihr Bruder erhielt eine Zeichnung mit dem Datum des heutigen Tages. Miss Brandon sagt derweil, dass ihr ermordeter Vater vor zehn Jahren eine identische Nachricht bekam. Während des Gesprächs stürzt Brandons Verlobter Jerrold Hunter in das Haus und will verhindern, dass Holmes ihr hilft. Er ist der Anwalt der Familie und glaubt nicht, dass Brandons Bruder in Lebensgefahr schwebt. Unterdessen plant Professor Moriarty, Holmes’ größter Erzfeind, ein Jahrhundertverbrechen. Er glaubt, dass ihm das aber nur gelingen könnte, wenn er Holmes mit einem anderen, faszinierenderen Fall ablenken könnte. Deshalb inszeniert Moriarty den Fall um Ann Brandon, wovon diese aber nichts weiß.
Holmes übernimmt den Fall um Brandon, und als Watson später im Auftrag von Holmes zu Mr. Hunter gehen soll, sieht er, wie Moriarty aus Hunters Kanzlei herauskommt und geht. Watson berichtet diese Entdeckung seinem Partner Holmes, der bereits eine Ahnung hatte, dass Moriarty vielleicht an dem Fall beteiligt sei. Anns Bruder Lloyd berichtet Hunter derweil, dass er wirklich glaubt, dass jemand ihn ermorden wolle. Als Lloyd nach Hause geht, während Hunter ihm mit einem Revolver folgt, wird er tatsächlich ermordet. Die Detektive von Scotland Yard trauen nur dem ersten Anschein und glauben in Hunter den Mörder von Anns Bruder gefunden zu haben, doch Holmes überzeugt Inspektor Bristol von Hunters Unschuld. Als Ann Brandon schließlich auch eine Zeichnung erhält, beginnt der finale Showdown.
Sir Ronald Ramsgate kommt während der Ermittlungen im Fall Brandon zu Holmes und bittet diesen um einen Gefallen. „Der Stern von Delhi“ ist ein grüner und wertvoller Smaragd und soll in den Tower of London gebracht werden. Doch Ramsgate bekam einen anonymen Brief, welcher andeutet, dass das Juwel gestohlen werden soll. Holmes wird gebeten, bei der Überstellung des Juwels dabei zu sein, doch da er mit dem Fall Brandon beschäftigt ist, schickt er Dr. Watson stattdessen zum Tower. Das Juwel wird überstellt, doch am Ort der Kronjuwelen wird es plötzlich dunkel, und der „Stern von Delhi“ wird entwendet. Als Watson den Dieben hinterherrennt, lassen diese das Juwel fallen. Ramsgate schließt das Juwel zu den Kronjuwelen und lobt Watson für die gelungene Arbeit. Doch was keiner ahnt, ist, dass Moriarty sich als Polizist tarnte und sich in der Hektik mit den Kronjuwelen einschließen ließ, um sämtliche Kronjuwelen mitsamt dem Smaragd zu stehlen.
Ann Brandon wird von einem Mann mit einer Bola attackiert und kann nur durch das Eingreifen von Sherlock Holmes überleben. Holmes kam durch eine Chinchilla-Pfote auf die Spur des Südamerikaners, die Pfote soll in Südamerika (ähnlich wie eine Hasenpfote in Europa) Glück bringen.
Nachdem Watson den Mörder von Lloyd Brandon, Ann Brandons ermordetem Bruder, gestellt hat, sagt dieser, dass Moriarty ihn beauftragt habe. Holmes kommt durch eine Durchsuchung von Moriartys Apartment hinter dessen Plan, und im Tower of London kommt es zum Finale, wobei Moriarty vom Tower stürzt.

## Kritiken
„Ein klassischer Detektivfilm, straff geschrieben, geistreich im Dialog, nuanciert in der Zeichnung der Hauptfigur.“

## Hintergrundinformationen
- Moriarty hat den Sturz offenbar überlebt, da er in weiteren Holmes-Filmen mit Basil Rathbone auftritt. Die Geheimwaffe ist nur einer davon, obwohl die zwölf weiteren Filme von Universal und nicht von 20th Century Fox produziert wurden.
- Zuerst sollte der Film lediglich den Titel Sherlock Holmes tragen. Der Entschluss zu diesem Film kam während der Dreharbeiten zu einer Verfilmung von Der Hund von Baskerville, in dem Basil Rathbone Holmes und Nigel Bruce Watson spielten.
- Die deutsche Synchronisation des Streifens fertigte das ZDF an. Der Film hatte am 10. Februar 1996 Premiere im deutschsprachigen Fernsehen der Schweiz.
- Der Film basiert auf keiner Story von Sir Arthur Conan Doyle, sondern auf einem Theaterstück. Dennoch gibt es einige Anknüpfungspunkte zu den wahren Geschichten wie z. B. Holmes’ Morgenrock oder Moriartys Sturz, der in Das letzte Problem (The final Problem) vorkommt.

## DVD-Veröffentlichung
- Die Abenteuer des Sherlock Holmes. Auf: Die Sherlock Holmes Collection. Teil 1. Special Edition (4-DVD-Set). Koch Media 2006

## Soundtrack
- Cyril Mockridge: The Adventures of Sherlock Holmes. (Suite). Auf: Sherlock Holmes. Classic Themes from 221B Baker Street. Varèse Sarabande/Colosseum, Nürnberg 1996, Tonträger-Nr. VSD-5692 – digitale Neueinspielung von Auszügen der Filmmusik unter der Leitung von Lanny Meyers